# Gnoriste
Gnorista
Genre
Synonymes
- Gnorista Berthold, 1827

Gnoriste est un genre d'insectes diptères nématocères de la famille des Mycetophilidae (littéralement « amis des champignons »).

## Classification
Le genre Gnoriste est décrit en 1818 par l'entomologiste allemand Johann Wilhelm Meigen,.

### Synonyme
Selon GBIF en 2023, ce genre Gnoriste a un synonyme : 
- Gnorista Berthold, 1827[3].

### Fossiles
Selon Paleobiology Database en 2023, ce genre a quatre fossiles référencés, un du Miocène en Croatie, deux de l'Oligocène de France et un de l'Éocène des États-Unis dans l'Utah.
Ceci atteste la présence du genre depuis le Bridgérien de l'Éocène inférieur soit 50,3 Ma avant notre ère.

## Espèces
Il y a treize espèces décrites dans le genre Gnoriste dont deux fossiles,,, :
- G. apicalis Meigen, 1818
- G. bilineata Zetterstedt, 1852
- G. cornuta Zaitzev, 1994
- G. groenlandica Lundbeck, 1898
- G. harcyniae von Roder, 1887
- G. longirostris Siebke, 1864
- G. macra Johannsen, 1912
- G. macroides Curran, 1927
- G. megarrhina Osten Sacken, 1877
- G. mikado Okada, 1939
- G. mongolica Plassmann & Joost, 1990
- †G. dentoni Scudder, 1877
- †M. meigeniana (Heer, 1856)

### Publication originale
- [1818] (de) Johann Wilhelm Meigen, Systematische Beschreibung der Bekannten Europäischen Zweiflügeligen Insekten, Erster Theil, 1818, 1-332 p.